# Karel Kodejška
Karel Kodejška, född 20 mars 1947 i Lomnice nad Popelkou i Semily nära Liberec, är en tjeckisk tidigare backhoppare som tävlade för Tjeckoslovakien. Han representerade Dukla Banská Bystrica. Karel Kodejška är mest känd för sina framgångar i skidflygningsbacken.

## Karriär
Karel Kodejška debuterade internationellt under tysk-österrikiska backhopparveckan säsongen 1968/1969. Han blev nummer 30 i öppningstävlingen i Oberstdorf i Västtyskland 29 december 1968. Bästa säsongen i backhopparveckan var säsongen 1974/1975 då han blev nummer fyra sammanlagt och bästa icke-österrikare. (Willi Pürstl vann 4,8 poäng före Edi Federer och 15,7 poäng före Karl Schnabl.) Kodejška var 10,1 poäng från en pallplats sammanlagt. Han var dock på prispallen efter avslutningstävlingen i Bischofshofen 6 januari 1975, då han blev nummer två efter Schnabl.
Kodejška deltog i två olympiska vinterspel. Under OS 1972 i Sapporo i Japan startade han i normalbacken och delade sjundeplatsen med Garij Napalkov från Sovjetunionen. Japanerna vann en trippel på hemmaplan (genom Yukio Kasaya, Akitsugu Konno och Seiji Aochi). Kodejška var 9,3 från en OS-medalj.
I olympiska spelen 1976 i Innsbruck i Österrike startade Karel Kodejška i båda backarna och blev nummer 18 i normalbacken (Hans-Georg Aschenbach och Jochen Danneberg säkrade en dubbel-vinst för DDR) och nummer 31 i stora backen i en tävling där Karl Schnabl vann före Toni Innauer och gav Österrike en dubbelseger. Det var bara backhoppare från Österrike och Östtyskland på de åtta första platserna.
Karel Kodejška fick sina största framgångar i skidflygning. Under VM 1973 i Heini Klopfer-backen i Oberstdorf i Västtyskland, lyckades Kodejška att vinna en bronsmedalj. Hans-Georg Aschenbach vann guldmedaljen endast 0,5 poäng före Walter Steiner från Schweiz och 8,5 poäng före Kodejška.
I skidflygnings-VM 1975 i Kulm i Bad Mitterndorf i Österrike kom höjdpunkten i Kodejškas backhoppningskarriär. Han vann guldmedaljen och blev världsmästare före Rainer Schmidt från DDR och Karl Schnabl. Kodejška var 7,5 poäng före Schmidt.
Karel Kodejška avslutade backhoppningskarriären 1976.

## Utmärkelser
- 1975: Kodejška valdes till Sportovec roku 1975 (sv: Årets idrottare 1975) i Tjeckoslovakien.